# Ruf RGT
Ruf RGT é um carro esportivo feito pela Ruf Automobile da Alemanha. Baseado no Porsche 911 GT3 geração 996 foi introduzido em 2000.  A aceleração da versão 3.6L original era de 0–100 km/h em 4,6 segundos, com uma velocidade máxima de 306 km/h. Quando a nova geração do 911 GT3 estreou,a Ruf aprimorou  o motor de 3.6L  modificando o escape e catalisadores, e substituiu o ECU e filtro de ar. O resultado foram 445 cv (332 kW), que resultou na diminuição do tempo de 0–100 km/h a 4,6-4,2 segundos (ou até 4,1, de acordo com algumas fontes), aumentando a velocidade máxima em 7 km / h (a 317 km / h). Ambos os motores estão acoplados a uma transmissão de 6-velocidades.
A Ruf também acrescentou um sistema de suspensão de desempenho, utilizando componentes Bilstein, bem como freios de alto desempenho Brembo d, medindo 13,8 polegadas (351 mm) na dianteira e 13 polegadas (330 mm) na parte traseira.
A aparência do carro também é modificada, utilizando um bodykit que inclui poliuretano na represa de ar dianteira e portas de fibra de carbono, espelhos, tampa do motor, e spoiler, que reduzem o peso do carro para 1.330 kg. O carro é equipado com rodas de 19 polegadas Ruf Supperleggera e pneus Michelin Pilot Sport Cup.
Finalmente, o RGT é personalizado com estofos de escolha do cliente, incluindo assentos Recaro e a supressão de partes desnecessárias para poupar peso.
Base de preço para o modelo original era $ 135.000 dolares, enquanto o novo modelo 997 custa de $ 258.000 dolares.

## Especificações
- Peso: 1330 kg
- Potência: 445 hp @ 7600 rpm
- Torque: 310 ft.lbf @ 5100 rpm
- Consumo: approx. 117.1 hp por litro
- Potencia ratio: aprox.6.59 kg por HP

- - 0–100 km/h: 4.2 sec
  - Top Speed: 305.8 km/h [1]